# Flowklorikos
Flowklorikos est un groupe de hip-hop espagnol, originaire de Saragosse. le groupe se forme en 2000 et se compose de Rafael Lechowski, Fransanz, et Carlos Talavera. Après leur deuxième album, Talavera quitte le groupe. Le groupe se sépare en 2007.

## Biographie
Flowklorikos est formé en 2000 par Rafael Lechowski et le DJ Francisco Javier Sanz. Ils sont ensuite rejoints par Carlos Talavera. En 2001, ils publient leur premier projet, In extremis qui se popularise sur la scène locale de Saragosse. Il fait participer El Puto Shark (Rapsusklei), Dani Ro et Franfuethefirst. En 2002 sort leur deuxième album, Zerdos y diamantes ; en raison de son succès, il est réédité comme LP par le label indépendant Divucsa Music avec lequel le groupe signe. Il fait participer Hate, Violadores del Verso et Shotta. Après leur deuxième album, Talavera quitte le groupe, et Lechowski prépare aux côtés de Fransanz ce qui serait son deuxième et dernier LP. Donde duele inspira, leur troisième album, est publié en 2007 et contient treize titres. Il marque un tournant dans le hip-hop espagnol grâce aux thèmes pessimistes abordés.
Le groupe se sépare totalement en 2007. 

## Discographie
- 2001 : In-extremis
- 2003 : Zerdos y diamantes
- 2007 : Donde duele inspira